# Донбасс (газета)
«Донба́сс» — одна из крупнейших донецких областных газет; выпускается на русском языке.

## История газеты
Была основана как «Известия Юзовского Совета Рабочих и Солдатских депутатов» в июле 1917 года в городе Юзовка (современное название — Донецк), выходила с периодичностью три раза в неделю. Последний номер «Известий» вышел 1 января 1918 года, всего их было 65.
До октября в Юзовском совете преобладали меньшевики. К началу 1918 года большевистская организация Юзовки смогла взять издание газеты на себя. С 8 марта 1918 года большевики начали выпускать газету «Донецкая правда», уже в апреле того же года издание прекратилось, поскольку Донбасс оккупировали немецкие войска.
В эвакуации в Павлограде большевики продолжили выпуск газеты, переименовав её в «Донецкий коммунист». С 14 января 1920 года продолжился выпуск газеты под названием «Известия Юзовского уревкома и упарткома РКП». Название «Диктатура труда» газета получила в мае 1920 года и была тогда органом РК КП(б)У и Исполкома Юзовского района. Летом 1932 года в «Диктатуре труда» было помещено объявление: «С 1 августа „Диктатура труда“ реорганизуется в газету „Социалистический Донбасс“ — орган Донецкого обкома КП(б)У, Облисполкома, Облпрофбюро, Сталинского горпарткома, горсовета и ГСПС». Газета получила две государственные награды: орден Трудового Красного Знамени, врученный в связи с пятидесятилетием со дня выхода первого номера газеты, и Почетную Грамоту Президиума Верховной Рады УССР в связи с выходом 10-тысячного номера.

## Современная газета
В 1991 году газета была переименована в последний раз. К тому времени единственным учредителем газеты оставался областной комитет Коммунистической партии, так как областной Совет народных депутатов вышел из состава учредителей. С августа 1991 года газета стала именоваться «Донбасс», её учредителем выступил только трудовой коллектив редакции.
По состоянию на 2007 год «Донбасс» имеет наибольшее число подписчиков среди донецких областных газет. Газета выпускает приложения «Хозяин», «Зодиак», «Спорт-Арена», «Ладья» и бесплатное рекламно-информационное приложение «Донбасс. Донецкий выпуск». Корреспондентские пункты газеты «Донбасс» работают в городах Бахмут, Доброполье, Докучаевск, Енакиево, Краматорск, Тельманово и Торез.